# Metriorrhynchus ochii
Metriorrhynchus ochii is een keversoort uit de familie netschildkevers (Lycidae). De wetenschappelijke naam van de soort werd in 2006 gepubliceerd door Ladislav Bocák, Matsuda & Yagi.